# Milán AC 1988/1989
Soupiska AC Milán v ročníku 1988/1989 uvádí přehled hráčů fotbalového mužstva pod tehdejším názvem Milán AC a statistické údaje o nich v sezóně 1988/1989.

## Soupiska a statistiky
| Post           | Jméno                   | Narozen      | Stát       | Liga z/g | Pohár z/g | PMEZ z/g | SI z/g | Celkem |
| -------------- | ----------------------- | ------------ | ---------- | -------- | --------- | -------- | ------ | ------ |
| Brankáři       |                         |              |            |          |           |          |        |        |
| Brankář        | Giovanni Galli          | 29. 4. 1958  | Itálie     | 32/23    | 6/4       | 9/5      | 1/1    | 48/33  |
| Brankář        | Davide Pinato           | 15. 3. 1964  | Itálie     | 02/2     | 2/1       | 0/0      | 0/0    | 04/3   |
| Brankář        | Francesco Antonioli     | 14. 9. 1969  | Itálie     | 0/0      | 1/1       | 0/0      | 0/0    | 01/1   |
| Obránci        |                         |              |            |          |           |          |        |        |
| Obránce        | Franco Baresi           | 8. 5. 1960   | Itálie     | 33/2     | 8/2       | 8/0      | 1/0    | 50/4   |
| Obránce        | Mauro Tassotti          | 19. 1. 1960  | Itálie     | 30/2     | 3/0       | 9/0      | 1/0    | 43/2   |
| Obránce        | Alessandro Costacurta   | 24. 4. 1966  | Itálie     | 26/0     | 7/0       | 7/0      | 1/0    | 41/0   |
| Obránce        | Paolo Maldini           | 26. 6. 1968  | Itálie     | 26/0     | 7/0       | 7/0      | 0/0    | 40/0   |
| Obránce        | Roberto Mussi           | 25. 8. 1963  | Itálie     | 19/0     | 6/0       | 3/0      | 1/0    | 29/0   |
| Obránce        | Filippo Galli           | 19. 5. 1963  | Itálie     | 10/0     | 4/0       | 4/0      | 1/0    | 19/0   |
| Obránce        | Walter Bianchi          | 7. 11. 1963  | Švýcarsko  | 02/0     | 7/0       | 0/0      | 0/0    | 09/0   |
| Obránce        | Matteo Villa            | 23. 1. 1970  | Itálie     | 0/0      | 1/0       | 0/0      | 0/0    | 01/0   |
| Záložníci      |                         |              |            |          |           |          |        |        |
| Záložník       | Frank Rijkaard          | 30. 9. 1962  | Nizozemsko | 31/4     | 6/0       | 9/1      | 1/1    | 47/6   |
| Záložník       | Angelo Colombo          | 24. 2. 1961  | Itálie     | 30/3     | 5/0       | 9/0      | 1/0    | 45/3   |
| Záložník       | Alberigo Evani          | 1. 1. 1963   | Itálie     | 30/3     | 3/0       | 5/0      | 1/0    | 39/3   |
| Záložník       | Carlo Ancelotti         | 10. 6. 1959  | Itálie     | 28/2     | 2/0       | 7/1      | 1/0    | 38/3   |
| Záložník       | Roberto Donadoni        | 9. 9. 1963   | Itálie     | 21/1     | 7/1       | 9/1      | 0/0    | 37/3   |
| Záložník       | Christian Lantignotti   | 18. 3. 1970  | Itálie     | 08/0     | 3/0       | 1/0      | 1/0    | 13/0   |
| Záložník       | Fabio Viviani           | 29. 9. 1966  | Itálie     | 06/0     | 2/0       | 0/0      | 0/0    | 08/0   |
| Záložník       | Demetrio Albertini      | 23. 8. 1971  | Itálie     | 01/0     | 0/0       | 0/0      | 0/0    | 01/0   |
| Útočníci       |                         |              |            |          |           |          |        |        |
| Útočník        | Marco van Basten        | 31. 10. 1964 | Nizozemsko | 33/19    | 4/3       | 9/9      | 1/1    | 47/32  |
| Útočník        | Pietro Paolo Virdis     | 26. 6. 1957  | Itálie     | 26/10    | 3/1       | 6/3      | 0/0    | 35/14  |
| Útočník        | Ruud Gullit             | 1. 9. 1962   | Nizozemsko | 19/5     | 1/2       | 8/4      | 0/0    | 28/11  |
| Útočník        | Graziano Mannari        | 19. 4. 1969  | Itálie     | 17/3     | 4/4       | 1/0      | 1/1    | 23/8   |
| Útočník        | Massimiliano Cappellini | 21. 1. 1971  | Itálie     | 03/0     | 5/1       | 2/0      | 0/0    | 10/1   |
| Útočník        | Daniele Massaro         | 23. 5. 1961  | Itálie     | 0/0      | 5/0       | 0/0      | 0/0    | 05/0   |
| Realizační tým |                         |              |            |          |           |          |        |        |
| Trenér         | Arrigo Sacchi           | 1. 4. 1946   | Itálie     | 34/0     | 8/0       | 9/0      | 1/0    | 52/0   |
| As. trenéra    | Italo Galbiati          | 8. 8. 1937   | Itálie     | 34/0     | 8/0       | 9/0      | 1/0    | 52/0   |

- - poznámka : brankaři mají góly obdržené

Během sezóny odešel:
Daniele Massaro - AS Řím
Během sezóny přišel:
Fabio Viviani - Como Calcio